# Ringwall von Burg

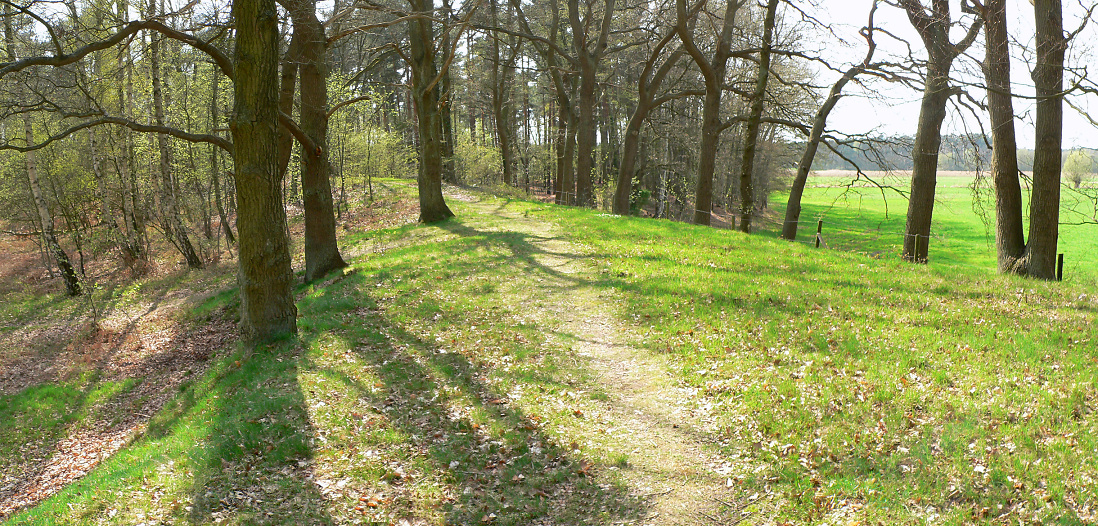
Wallkrone des Ringwalls, links das Innere

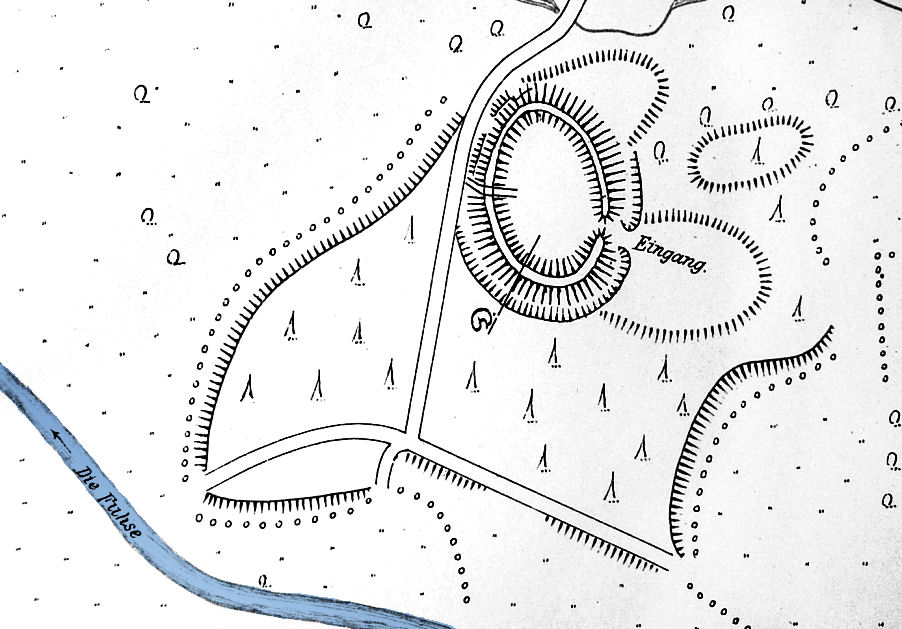
Lageskizze von Carl Schuchhardt um 1905

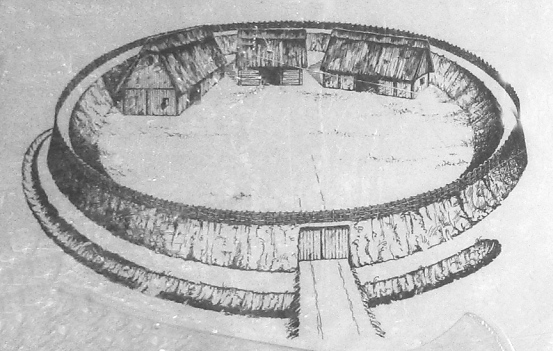
Rekonstruktionsversuch

Der Ringwall von Burg ist eine frühmittelalterliche Wallburg bei Altencelle, einem Ortsteil von Celle in Niedersachsen. Die Anlage etwa aus dem 10. Jahrhundert diente wahrscheinlich der Bevölkerung als Fliehburg in unzugänglichem Sumpfgebiet an der Fuhse. Heute gehört sie mit ihrem 3 m  hohen Ringwall zu den  bedeutendsten frühmittelalterlichen Kulturdenkmälern in Celle. 

## Lage
Der Ringwall von Burg befindet sich  mehrere hundert Meter westlich des Altenceller Ortsteils Burg. Früher lag die Wehranlage auf einer Sanddüne inmitten des weitläufigen Niederungsgebietes der Fuhse. Damals führte der Fluss nördlich der Burg vorbei, da zusätzlich zum Ringwall ein Wall im Süden mit vorgelagertem Graben errichtet wurde. Heute fließt das Gewässer südlich an der Anlage vorbei.

## Beschreibung
Trotz einer landwirtschaftlichen Nutzung des umgebenden Geländes in den vergangenen Jahrhunderten ist der fast kreisrunde Wall mit 70 bis 85 m Durchmesser und etwa 0,2 ha Innenfläche gut erhalten. Er weist heute noch die ursprüngliche Höhe von etwa 3 m auf. Der Wall wurde aus Plaggen errichtet. Ihm war im Süden ein trockener Spitzgraben von 2 m Tiefe und 6 m Breite vorgelagert. Zwischen Wall und Graben befand sich eine 5 m breite Berme. Unterbrochen war der Graben von einer Erdbrücke, die zum einzigen, heute durch eine Unterbrechung im Wall noch sichtbaren Zugang der Anlage an der Ostseite führte. Im Norden lag die damals etwa in 50 m Entfernung vorbeifließende Fuhse. 
Für Besucher wurde eine steinerne Treppe errichtet, die auf den Wall führt. Vor dem Wall befindet sich eine Hinweistafel mit Erläuterungen zur geschichtlichen Bedeutung der Anlage.

## Ausgrabungen
Eine erste archäologische Untersuchung mit einem Schnitt durch das Wallprofil nahm 1906 der Archäologe Carl Schuchhardt vor. Dabei stellte er fest, dass der Wall aus Plaggen errichtet worden ist, Reste früherer Holzversteifungen wurden nicht gefunden. 
Eine zweite Ausgrabung erfolgte 1935 bis 1936 durch den Historiker Ernst Sprockhoff. Er ließ gut ein Drittel der Fläche im Inneren des Walls freilegen. Dabei wurden Pfostengruben gefunden, die auf drei Gebäude in unmittelbarer Wallnähe schließen ließen. Sie lassen sich als 20 × 7 m großes Hallenhaus, Neben- und Speichergebäude deuten. Auch der Zugang, der aus einer mit Holzpfosten begrenzten Torgasse von 3 × 5 m bestand, wurde im Wall gefunden. Die Funde im Zusammenhang mit der Burg bestanden aus Keramikscherben, einem verrosteten Messer und mehreren Hufeisen. Sie wurden in das 10. Jahrhundert datiert. Die Funde deuteten auf eine nur kurze Besiedlungsphase hin. Anlagen ähnlichen Aufbaus waren im Flachland nicht selten und entstanden vom 8. bis 12. Jahrhundert als Fliehburgen für die Bevölkerung. 
Bei der Grabung wurden auch steinzeitliche Feuersteine und Feuerstellen gefunden. Sie deuteten darauf hin, dass sich auf der Sanddüne im Niederungsgebiet der Fuhse bereits in der Steinzeit ein Siedlungsplatz befand.

## Rezeption
Die gut erhaltene Wallburg erlangte Anfang des 20. Jahrhunderts erneut Bekanntheit. Dafür sorgte der Roman Der Wehrwolf von Hermann Löns. Löns ließ sich von der Anlage inspirieren und verlegte Teile der während des Dreißigjährigen Kriegs spielenden Handlung an diesen Ort. Danach zogen Marodeure und anderes Kriegsvolk durch das Land und plünderten die Höfe der Heidebauern. Diese zogen sich in eine alte Fliehburg zurück. Laut Löns Roman befestigten sie die Anlage und errichteten im Wallinneren Häuser. Dort verteidigten sie sich auch erfolgreich gegen einen Angriff schwedischer Landsknechte.